# Johanna van Bourgondië (1293-1349)
Johanna van Bourgondië bijgenaamd de Lamme (24 juni 1293 - 12 december 1349) was van 1328 tot aan haar dood koningin-gemalin van Frankrijk. Ze behoorde tot het oudere huis Bourgondië. 

## Levensloop
Johanna was een dochter van hertog Robert II van Bourgondië en Agnes Capet, dochter van koning Lodewijk IX van Frankrijk. Haar oudere zus Margaretha was de eerste echtgenote van koning Lodewijk X van Frankrijk. 
In juli 1313 huwde ze met Filips van Valois, een neef van de Franse koning Lodewijk X. Het echtpaar was van 1315 tot 1328 graaf en gravin van Maine en vanaf 1325 waren ze eveneens graaf en gravin van Valois en Anjou.
De Franse koning Lodewijk X en zijn broers Filips V en Karel IV lieten allen geen overlevende mannelijke nakomelingen na, wat ervoor zorgde dat Johanna's echtgenoot in 1328 onder de naam Filips VI koning van Frankrijk werd. Koning Eduard III van Engeland, een neef Lodewijk X, eiste echter ook de Franse troon op, wat culmineerde in de Honderdjarige Oorlog. De intelligente en wilskrachtige Johanna bewees zich als een capabel regentes toen haar echtgenoot militaire campagnes aan het voeren was. Haar karakter en haar macht gaven echter zowel haar als haar echtgenoot een slechte reputatie. Zo was Johanna misvormd, wat in die tijd beschouwd werd als een teken van boosaardigheid, en werd ze de lamme boosaardige koningin genoemd.  
Johanna kan beschouwd worden als een geleerde vrouw en als bibliofiel. Zo zond ze haar zoon Jan manuscripten om te lezen en beval ze de vertaling van verschillende belangrijke contemporaine werken in de Franse taal.
In december 1349 stierf ze op 56-jarige leeftijd aan de pest. Ze werd bijgezet in de Kathedraal van Saint-Denis. Haar graftombe werd tijdens de Franse Revolutie verwoest. 

## Nakomelingen
Johanna en haar echtgenoot Filips VI kregen negen kinderen:
- Jan II (1319-1364), koning van Frankrijk
- Maria (1326-1333), was voorbestemd om te trouwen met Jan van Brabant (1327-1335/1336), een zoon hertog Jan III van Brabant
- Lodewijk (1329)
- Lodewijk (1330)
- een zoon (1333)
- een doodgeboren zoon (1335)
- Filips (1336-1375), hertog van Orléans.
- Johanna (1337)
- een zoon (1343)